# Faïenceries de Martres-Tolosane

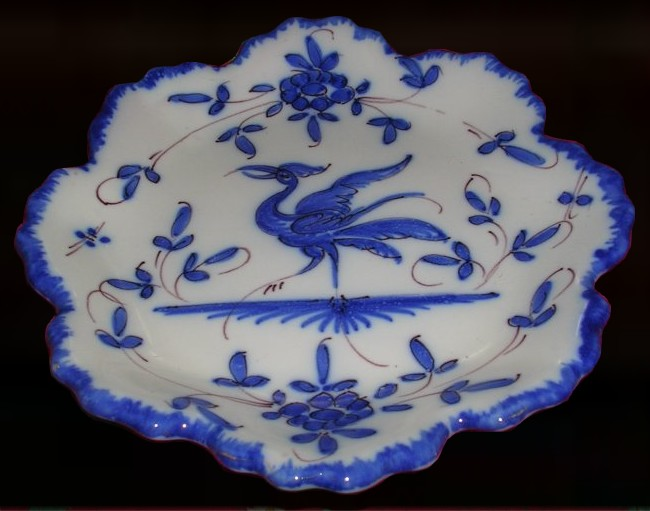
Coupelle en faïence grand feu du XIXe siècle. Le décor d'échassier, héron ou ibis, est caractéristique du style des faïences de Martres-Tolosane.

Situées en France sur la commune de Martres-Tolosane, dans le département de la Haute-Garonne et la région Midi-Pyrénées, les faïenceries de Martres-Tolosane se sont établies en bordure de la Garonne, au pied des Petites-Pyrénées où se trouvaient les gisements d'argile propres à faire la faïence.

## Historique
Au début du XVIIIe siècle plusieurs manufactures de faïence s'installent dans ce village. Les premiers artisans viennent de grands centres faïenciers français : Luneville, Moulins mais surtout Nevers. La première faïence connue est un plat à barbe exposé au Musée national de Céramique à Sèvres. Il a été peint par le peintre Joseph Delondre en 1739 dans la faïencerie Pons.
Venu de Lunéville entre 1755 et 1759, le faïencier Leclerc reprend la manufacture fondée en 1748 par Pierre Lecomte et va donner à la faïence martraise ses lettres de noblesse. Sa manufacture est surtout connue pour la production de carreaux décorés au pochoir.
Au XVIIIe siècle l'activité faïencière se développe considérablement et une dizaine de faïenceries sont répertoriées dans la cité. La révolution et la concurrence des faïences fines industrielles mettent un frein à ce développement. En 1790, il ne reste que deux faïenceries à Martres-Tolosane qui ont permis de conserver le savoir-faire.
De nos jours les mêmes techniques ancestrales de fabrication sont conservées par les quatre faïenceries de Martres-Tolosane : Les pièces et les décors peints sont réalisés à la main. Les motifs principaux sont constitués par des fleurs et des oiseaux,.

## Les quatre faïenceries de Martres-Tolosane
- Faïencerie d'Art La Renaissance Artisanale
- Faïencerie d'Art Pascale Cabaré
- Atelier Stéphanie Joffre Faïencerie d'Art
- Faïencerie d'Art Jodra

## Exposition

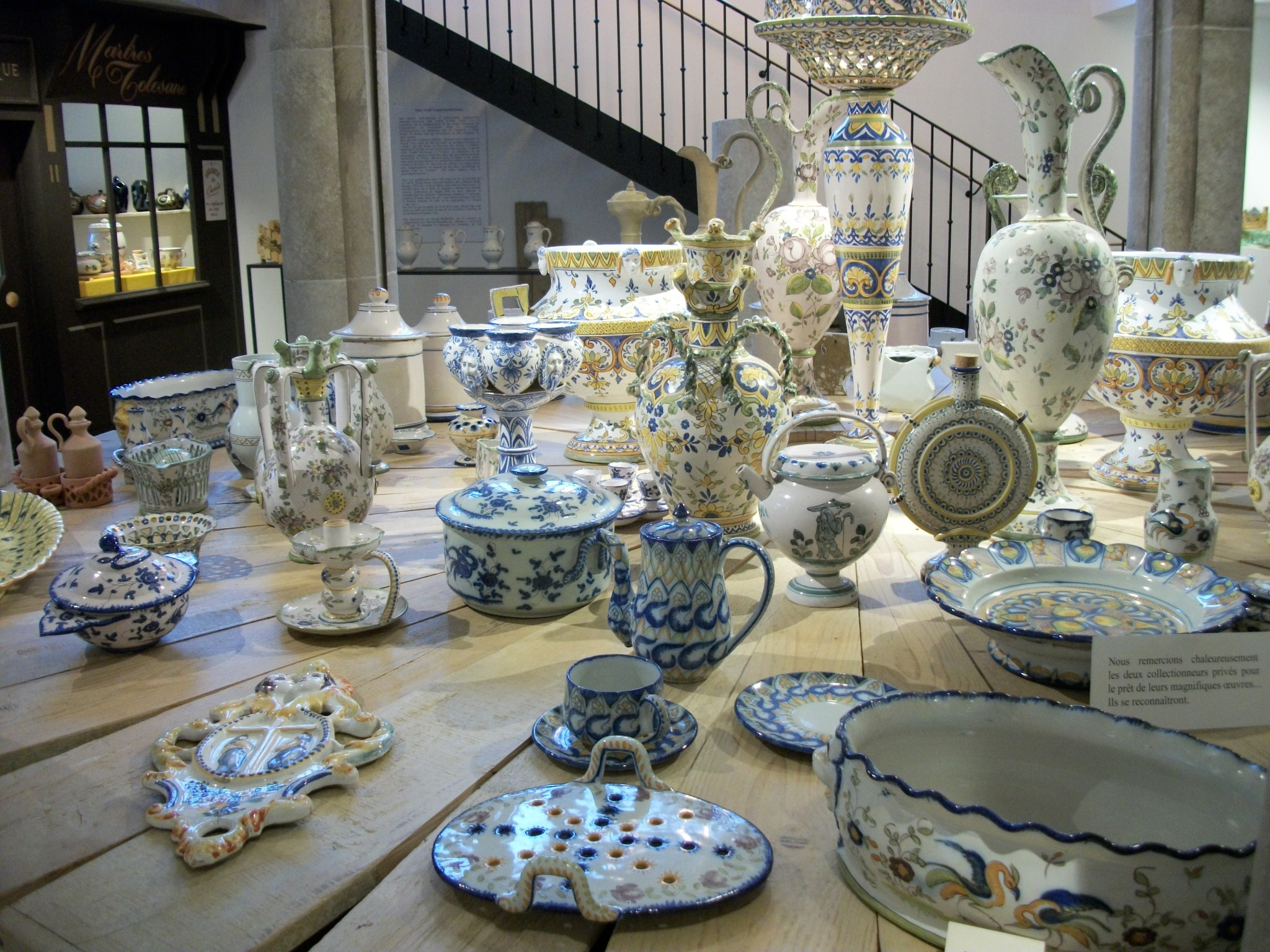
Collection privée des faïences de Martres-Tolosane exposée au Grand Presbytère en 2016

La collection des faïences de Martres-Tolosane est exposée au Musée de la faïence et parfois lors d'une exposition au Grand Presbytère.

### Émission de webtv
- Patrimoine : les exceptionnelles faïences de Haute-Garonne, reportage avec l'Atelier Stéphanie Joffre - Faïencerie d'Art (Météo à la carte, 23 mars 2016).
- Faïencerie de Martres-Tolosane (Fondation Groupe Dépêche, 6 mars 2017)

### Émission de France bleu
- À la découverte de la faïence de Martres-Tolosane (France bleu, 30 octobre 2017)